# Gare de Kagetsu-sōjiji
La gare de Kagetsu-sōjiji (花月総持寺駅, Kagetsu-sōjiji-eki) est une gare ferroviaire située à Yokohama, dans la préfecture de Kanagawa au Japon. La gare est exploitée par la compagnie Keikyū.

## Situation ferroviaire
La gare de Kagetsu-sōjiji est située au point kilométrique (PK) 16,1 de la ligne principale Keikyū.

## Histoire
La gare est inaugurée le 12 avril 1914 sous le nom de gare de Kagetsuen-mae. Elle prend son nom actuel le 14 mars 2020.

## Service des voyageurs

### Accueil
La gare dispose d'un bâtiment voyageurs ouvert tous les jours, avec des guichets et des automates pour l'achat de titres de transport.

### Desserte
- Ligne principale Keikyū :
  - voie 1 : direction  Yokohama et Miurakaigan
  - voie 2 : direction Aéroport de Haneda ou Shinagawa et Sengakuji (interconnexion avec la ligne Asakusa pour Oshiage)

## Dans les environs
- Sōji-ji